# Marciac
Marciac é uma comuna francesa na região administrativa da Occitânia, no departamento de Gers. Estende-se por uma área de 20.6 km², e possui 1.220 habitantes, segundo o censo de 2018, com uma densidade de 59 hab/km².